# Fritz Bleichröder

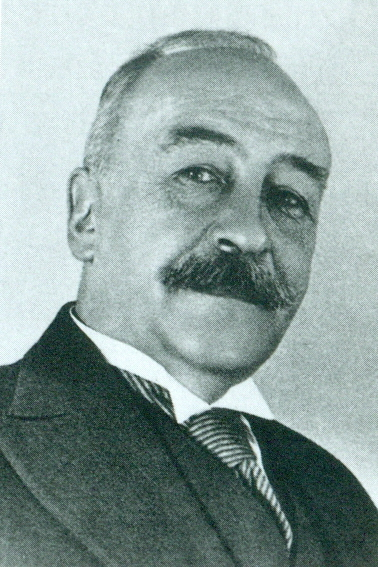
Fritz Bleichröder

Fritz Bleichröder (* 12. Januar 1875 in Berlin; † 8. November 1938 ebenda) war ein deutscher Arzt jüdischer Herkunft. Bleichröder entstammte einer damals bedeutenden Bankiersfamilie; das bekannteste Familienmitglied war sein Onkel, Gerson von Bleichröder.
Fritz Bleichröder, der zeitlebens unter depressiven Verstimmungen litt, studierte Medizin und arbeitete als Internist am Städtischen Frauenkrankenhaus in der Gitschiner Straße in Berlin-Kreuzberg, zuletzt als deren Medizinischer Direktor. Bekannt wurde er in der Medizin durch seine Publikationen in der Fachzeitschrift Berliner Klinische Wochenschrift zum Einsatz des Katheters und der folgenden Diskussion mit dem späteren Nobelpreisträger Werner Forßmann bezüglich der ersten jemals durchgeführten Herzkatheteruntersuchung am Menschen. Bleichröder führte gemeinsam mit seinem Kollegen Ernst Unger über hundert Experimente mit Kathetern durch. Ziel dieser Studien war es, Medikamente punktgenau und mit hoher Konzentration an die betroffenen Organe zu platzieren. Nach einer Reihe von Tierversuchen unternahm er zwei Selbstversuche, bei denen Ernst Unger einen Katheter über Arm- bzw. Beinvenen bei ihm einführte. Bei einem der Selbstversuche an Bleichröder erreichte der Katheter vermutlich sein Herz. Diese Begebenheit wurde aber von den Forschern nicht veröffentlicht. Erst als Jahre später Werner Forßmann eine ähnliche Studie veröffentlichte, kam es zum Disput.

## Leben

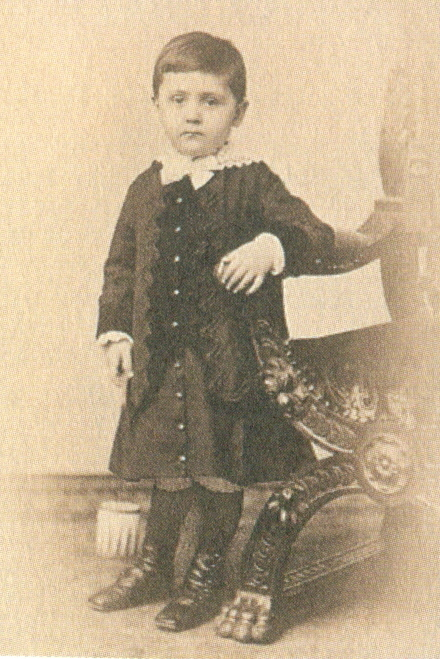
Fritz Bleichröder, um 1878

### Herkunft, Jugend und eigene Familie
Fritz Bleichröder stammte aus der Bankiersfamilie Bleichröder und war das jüngste von sieben Kindern. Seine Eltern waren Julius Bleichröder und Adelheid Salomon; diese hatten am 30. Mai 1858 geheiratet. Seine Schwester Johanna heiratete 1897 den Physiker und sozialdemokratischen Politiker Leo Arons; einige Jahre später heiratete seine Schwester Gertrud den Bankier Paul Arons, einen Bruder Leo Arons’. Der Gründer des Bankhauses S. Bleichröder, Samuel Bleichröder, war sein Großvater. Der als Bankier Bismarcks bekannte und auf dessen Antrag am 8. März 1872 von Kaiser Wilhelm I. in den erblichen Adelsstand erhobene Gerson Baron von Bleichröder war der Onkel von Fritz Bleichröder.

Fritz Bleichröder (rechts) mit seinem Vater, dem Bankier Julius Bleichröder, und der Gouvernante seiner Tochter Adelheid, Anna Cahen

Fritz Bleichröder wuchs in einem großbürgerlichen Umfeld auf und wurde im jüdischen Glauben erzogen. Seine Familie gehörte der Berliner Jüdischen Gemeinde an und besuchte die Neue Synagoge an der Oranienburger Straße. Die Stadtwohnung der Familie lag in der eleganten Voßstraße (Hausnummer 8, später Teil der Reichskanzlei) in Berlin und somit unmittelbar in der Nähe des Bleichröder-Palais am Leipziger Platz, welches bis 1902 von James von Bleichröder bewohnt wurde. Die Bleichröders waren sozial stark engagiert und unterstützten beispielsweise die Stiftung für jüdische Studenten, die Armendirektion der Stadt Berlin und die Deutsche Pestalozzi-Stiftung in Pankow. Nur zeitweise besuchte Bleichröder die Schule; zumeist wurde der Unterricht für ihn und seinen älteren Bruder Paul von einem Hauslehrer abgehalten und fand in einer eigens hierfür eingerichteten Wohnung im Haus der Familie, in der Schüler und Lehrer gemeinsam lebten, statt.
Am 8. Mai 1906 heiratete Fritz Bleichröder in Berlin die sieben Jahre jüngere Elli Feig. Gemeinsam hatten sie drei Kinder, die zwischen 1909 und 1914 geboren wurden. Nach Fritz Bleichröders Tod verließ seine Frau Deutschland und emigrierte nach England. Sie verstarb 1956 in London.
Der Sohn Rudolf Paul Julius emigrierte 1932 nach London und arbeitete dort beim Bankhaus Samuel Montagu, zuletzt als Vizepräsident. Er verstarb im Jahr 2000 im Alter von 85 Jahren. Die Tochter Ursula Beate studierte in Australien Medizin und war Ärztin; sie verstarb dort 1962. Seine Tochter Adelheid (Adele Filene) war in London als Modedesignerin tätig; im Jahr 1970 zog sie in die USA und heiratete dort. Sie verstarb 2010 im Alter von 101 Jahren. Seit 1996 vergibt die Costume Society of America ihr zu Ehren den Adele Filene Student Presenter Grant.

### Persönlichkeit
Bleichröder wird als schwermütiger und entschlussunfreudiger Mensch beschrieben. Er litt oft unter depressiven Verstimmungen und bezeichnete sich als wir Selbstmörder, wobei kein wirklicher Suizidversuch von ihm dokumentiert ist. Während seiner Ehe mit Elli verliebte er sich in eine verheiratete Frau, diese Zuneigung dauerte mehrere Jahre an. Nur mit Hilfe massiver Beeinflussung seiner Familie konnte er dazu gebracht werden, den Kontakt mit jener Frau zu vermeiden und sich mit seiner Ehefrau auszusöhnen. Als sich einige Jahre später die erwähnte Frau das Leben nahm, stürzte dies Bleichröder in eine schwere seelische Krise. Auf Empfehlung von Alfred Adler unterzog er sich einer psychotherapeutischen Behandlung und konnte so seinen Gemütszustand zumindest zeitweise verbessern.

### Späte Lebensjahre und Tod
Durch einen Straßenunfall im Jahr 1929 erlitt Bleichröder einen Schädelbruch und blieb wochenlang ohne Besinnung. Er konnte sich aber, bis auf eine leichte Schwerhörigkeit, hiervon vollständig erholen. Unabhängig von dem Unfall litt er jahrelang unter schweren Herzproblemen; ob dieses Leiden durch seine früheren Katheterexperimente verursacht war, ist nicht bekannt. Schließlich erkrankte er 1938 hoffnungslos und starb infolgedessen am 8. November 1938 in Berlin. Bis zuletzt wurde er von seiner Frau gepflegt; seine Kinder waren bereits vorher nach England bzw. Australien emigriert. Beigesetzt wurde er auf dem jüdischen Friedhof an der Schönhauser Allee in Berlin. Es wird berichtet, dass die männlichen Trauergäste nach der Trauerfeier am Ausgang des Friedhofs verhaftet und in Konzentrationslager deportiert wurden; vermutlich steht dieses Ereignis in Zusammenhang mit den Pogromen in der Nacht vom 9. auf den 10. November 1938. Ein Porträt über Fritz Bleichröder war 2013 Teil einer Berliner Open-Air-Ausstellung im Rahmen des Themenjahres „Zerstörte Vielfalt“.

## Ärztliche Tätigkeit

### Ausbildung und Promotion
Nach seiner schulischen Ausbildung und dem Abitur, das er 1893 am Falk-Real-Gymnasium in Berlin ablegte, studierte Fritz Bleichröder Medizin an den Universitäten in Straßburg, München, Berlin, Breslau und Kiel. Seine Approbation erhielt der spätere Internist im Jahre 1898 bzw. 1899 und wurde am 13. Juni 1900 an der Universität Kiel zum Dr. med. promoviert. Seine Dissertation trägt den Titel Ein Fall von Tetanus traumaticus, behandelt mit Injektionen von Hirnemulsion. Sie beschreibt die Behandlung eines sechsjährigen Jungen, der am 15. Juli 1899 mit der Diagnose Tetanus traumaticus in der von Professor Emanuel Mendel gegründeten Pankower Nervenklinik an der Breiten Straße, in der Bleichröder zu dieser Zeit arbeitete, eingeliefert wurde. Mendel, ein langjähriger Bekannter der Familie Bleichröder, hatte auch das Thema der Dissertation vorgegeben. 1902 wurde Fritz Bleichröder Mitglied der Berliner Medizinischen Gesellschaft.

### Arbeit als Internist und Kriegseinsatz
Fritz Bleichröder war Volontär-Assistent am Pathologischen Institut der Charité in Berlin und anschließend Assistent am Städtischen Frauenkrankenhaus in der Gitschiner Straße in Berlin-Kreuzberg. Dort wurde er in Folge stellvertretender und um das Jahr 1910 herum schließlich Medizinischer Direktor.
Im Ersten Weltkrieg wurde Bleichröder als berittener Sanitätsoffizier an der Front eingesetzt und mit dem Eisernen Kreuz Erster Klasse ausgezeichnet.

### Herzkatheteruntersuchung

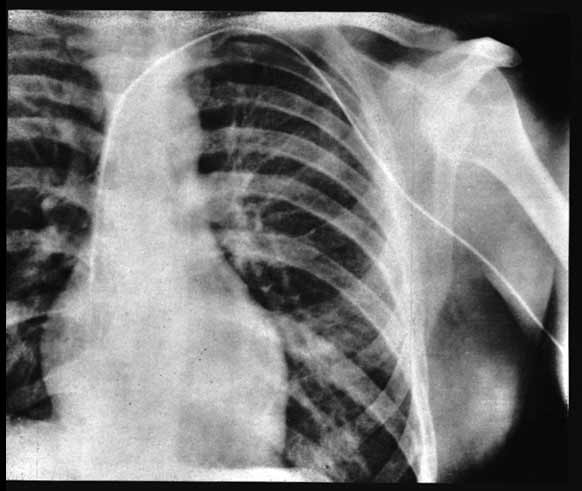
Röntgenaufnahme der Herzkatheteruntersuchung von Werner Forßmann, 1929

Mit seinem Kollegen Ernst Unger führte Bleichröder eine Reihe von Experimenten mit Kathetern durch. Ziel dieser Studien war es, Medikamente punktgenau und mit hoher Konzentration an die betroffenen Organe zu platzieren. Bleichröder führte über hundert derartige Versuche an Hunden durch und gelangte zu dem Schluss, dass die Methode gefahrlos ist. Daraufhin unternahm er zwei Selbstversuche, bei denen Ernst Unger einen Katheter über Arm- bzw. Beinvenen bei ihm einführte. Es folgten noch zwei weitere derartige Experimente an Menschen. Die gesamte Versuchsreihe fand im Jahr 1905 statt, wurde aber erst 1912 von Bleichröder in der Fachzeitschrift Berliner Klinische Wochenschrift veröffentlicht. Der Artikel war mit zwei Kommentaren versehen; ein Kommentar behandelte die Bedeutung und Anwendbarkeit der Arbeit und war von Ernst Unger verfasst, der andere Beitrag war von Walter Löb und beschrieb physikalisch-chemische Aspekte. Die Grundlage des Artikels und der beiden Kommentare waren drei Vorträge, welche die Autoren am 9. Mai 1912 auf einer Sitzung der Hufelandischen Gesellschaft gemeinsam hielten.
Bei einem der Selbstversuche an Bleichröder erreichte der Katheter vermutlich sein Herz. Man schloss dies aufgrund der Länge des Katheters. Darüber hinaus berichtete Bleichröder, einen stechenden Schmerz in der Brust verspürt zu haben. Die Mediziner versäumten es, das Experiment mit Hilfe einer Röntgenaufnahme zu dokumentieren; auch berichteten sie in dem entsprechenden Artikel nicht über diesen Vorfall.
Als Werner Forßmann 1929 in der Klinischen Wochenschrift einen Selbstversuch beschrieb, bei welchem er einen Katheter bis zu seinem Herzen einführte und dies auch mit einer Röntgenaufnahme belegen konnte, kam es zu einem Disput. Ernst Unger bezichtigte Forßmann, dass die veröffentlichte Studie eine Kopie der Arbeiten von Bleichröder, Unger und Löb sei. In diesem Zusammenhang schrieb Unger einen Brief an Ferdinand Sauerbruch, den damaligen Vorgesetzten von Forßmann. Dieser Brief und der Umstand, dass Sauerbruch nichts von der Publikation wusste, führte schließlich zur Entlassung von Forßmann. Unger schrieb noch zwei weitere Briefe, einen an Forßmann direkt und einen an Viktor Salle, den damaligen Hauptschriftleiter der Klinischen Wochenschrift, und forderte eine umgehende Richtigstellung. In enger Absprache mit Salle veröffentlichte Werner Forßmann daraufhin einen kurzen Beitrag in der Fachzeitschrift mit dem Titel Nachtrag. Dort fasste Forßmann im Wesentlichen den Inhalt des Briefes von Unger zusammen. Er schrieb: Wie mir Prof. E. Unger mitteilte, haben Bleichröder, Unger und Löb denselben Versuch wie ich bereits im Jahr 1912 in einer Arbeit über „Intraartielle Therapie“ veröffentlicht. (…) Er (Unger) hat sogar bei Dr. Bleichröder, wie er aus der Länge des Katheters und einem stechenden Schmerz schloß, das rechte Herz erreicht. Die Veröffentlichung dieser letzten Tatsache haben die Verfasser damals unterlassen (…). Forßmann erhielt für seinen Selbstversuch im Jahr 1956 den Nobelpreis für Medizin. In seiner Nobelpreisrede hob er die Arbeiten von Unger, Bleichröder und Löb besonders hervor. Die Auseinandersetzung mit Unger beschrieb Forßmann in seiner 1972 veröffentlichten Biographie Selbstversuch – Erinnerungen eines Chirurgen als besonders belastend.
Tatsächlich wurde die erste Katheterisierung des (linken) Herzens bereits 1831 von Johann Friedrich Dieffenbach durchgeführt. Dieser versuchte bei einem sterbenden Cholerakranken die Herztätigkeit durch mechanische Reizung der Herzinnenwand zu stimulieren. Das Experiment von Dieffenbach wurde 1834 publiziert und von Rudolf Virchow in seiner Vorlesung im Jahr 1848/49 besprochen. Forßmann gab an, erst 1971 von diesem Versuch erfahren zu haben; ob Bleichröder diese Arbeit Dieffenbachs kannte, ist unbekannt.

### Entlassung aus dem medizinischen Dienst
Im Jahr 1933 wurde Bleichröder, gemeinsam mit 87 weiteren jüdischen Kollegen, aus der Berliner Medizinischen Gesellschaft ausgeschlossen, und aufgrund des am 7. April 1933 von den Nationalsozialisten eingeführten Gesetzes zur Wiederherstellung des Berufsbeamtentums wurde er 1934/35 aus dem medizinischen Dienst des Städtischen Hufeland-Hospitals (Prenzlauer Berg) entlassen, an welchem er zuletzt als Abteilungsdirektor tätig war. Nach seiner Entlassung bildete er gemeinsam mit seiner Frau und einem älteren Gärtner Jugendliche im Gartenbau aus, um sie auf die Emigration nach Palästina vorzubereiten. Der große Garten seines Hauses mit seinen alten Obstbäumen, einem Gewächshaus und Frühbeeten diente den Auszubildenden als Übungsfeld.

## Leben in Pankow

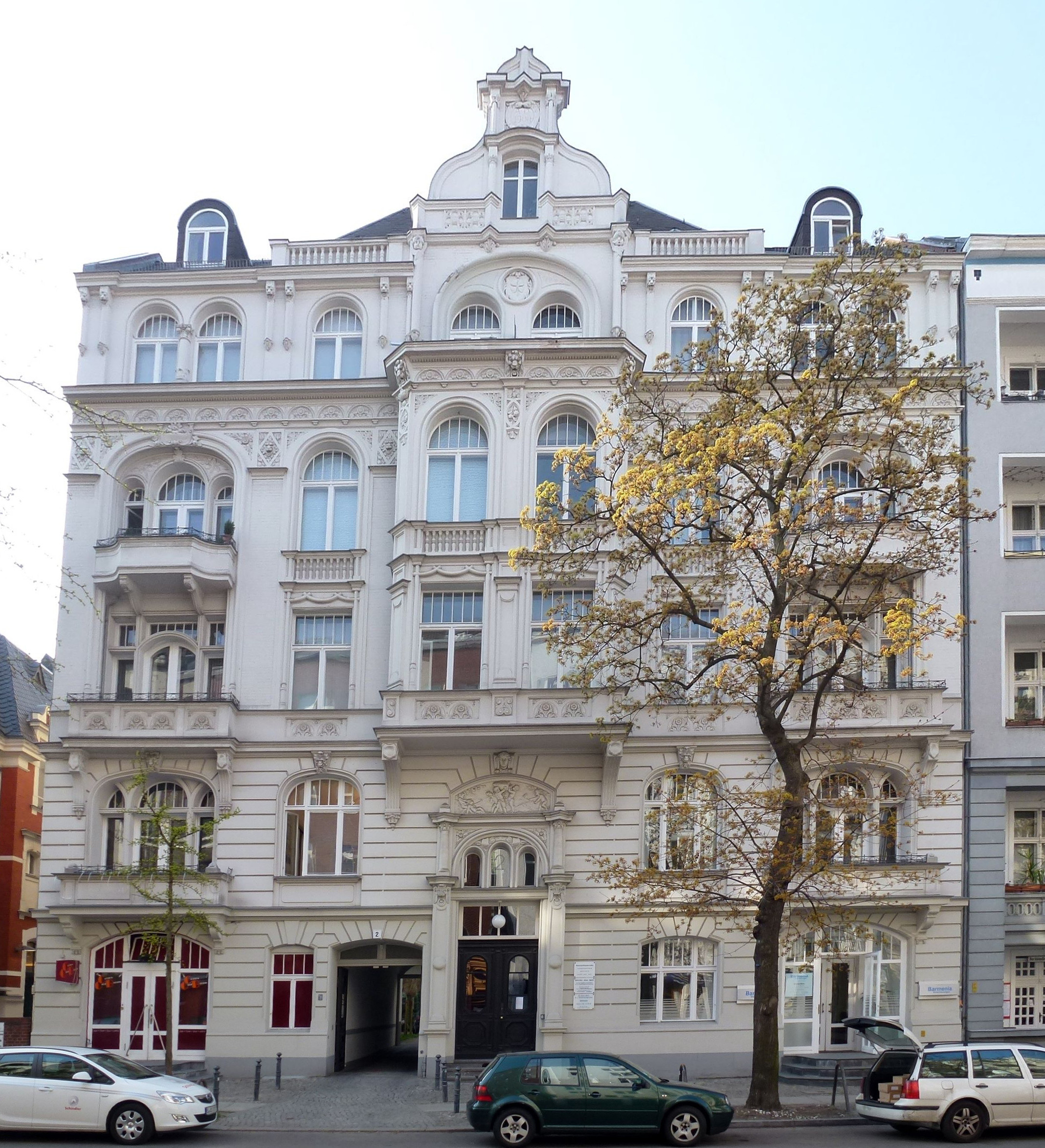
Wohnhaus Fritz Bleichröders von 1908 bis 1910 in Berlin-Charlottenburg

Die Familie Bleichröder war mit der Stadt Pankow bzw. Berlin-Pankow eng verbunden. So befand sich seit circa 1818 das Grundstück in der Breite Straße 33 im Eigentum der Familie und ab 1855 im Besitz von Julius Bleichröder. Durch Zukäufe wurde dieses Grundstück stetig erweitert und hatte am Ende eine Größe von knapp einem Hektar. Das Haus auf dem Gelände nutzte die Familie Bleichröder zur jährlichen Sommerfrische. Nach dem Tod seines Vaters Julius im Jahr 1907 erbte Fritz Bleichröder, neben 6 Millionen Mark (entspricht einer Kaufkraft von knapp 62 Millionen Euro), das Grundstück in der Breiten Straße.

### Bleichrödervilla

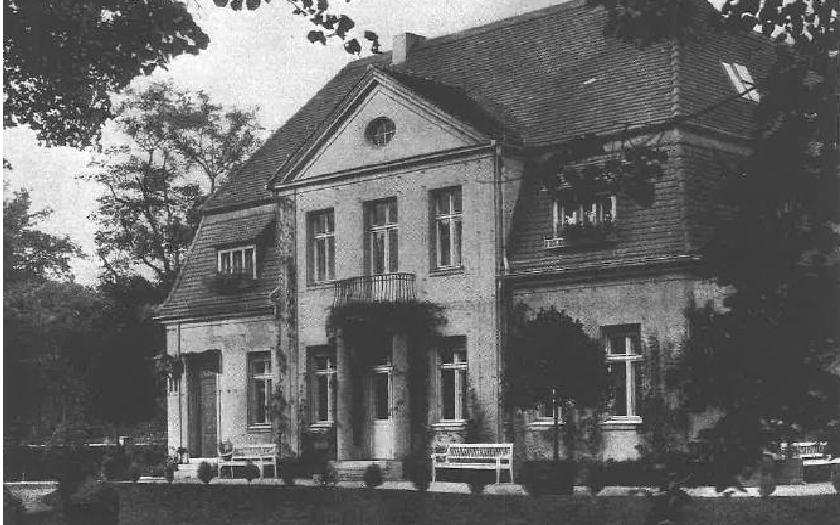
Villa Fritz Bleichröder in Berlin-Pankow, um 1920, Ansicht vom Garten

Im Jahr 1909 ließ Fritz Bleichröder auf dem Grundstück der Familie eine Villa in Form eines versetzt angelegten Doppelhauses errichten, wobei ein Teil der Villa als Gärtnerwohnhaus diente. Gestaltet wurde die Villa von dem Architekten Max Landsberg, einem Schüler Alfred Messels und Cousin von Fritz’ Ehefrau Elli.
Das Haus bewohnte die Familie Bleichröder ab 1912; zuvor lebten Fritz Bleichröder und seine Frau zwischen den Jahren 1908 und 1910 in Charlottenburg in der Carmerstr. 2 und dann in der Königgrätzer Straße. Während des Ersten Weltkriegs stellte Bleichröder kurzzeitig sein Haus als Erholungsstätte für Verwundete zur Verfügung. Die Stadtwohnung gaben die Bleichröders nach dem Ersten Weltkrieg auf und wohnten bis zum Tod von Fritz Bleichröder im November 1938 nun ständig in Pankow. Das später nach der Familie genannte Wohnhaus wurde im Jahr 1921 in der Zeitschrift Moderne Bauformen detailliert vorgestellt. Neben der Villa stand auf dem Grundstück noch das ältere Bleichröderische Sommerhaus. Im Dezember 1930 ließ Bleichröder vom Architekten Erwin Albert Barth eine Kleingartenanlage auf der Südseite des Geländes (an der Schulstraße) entwerfen. Inwieweit die Pläne ausgeführt wurden, ist unbekannt.

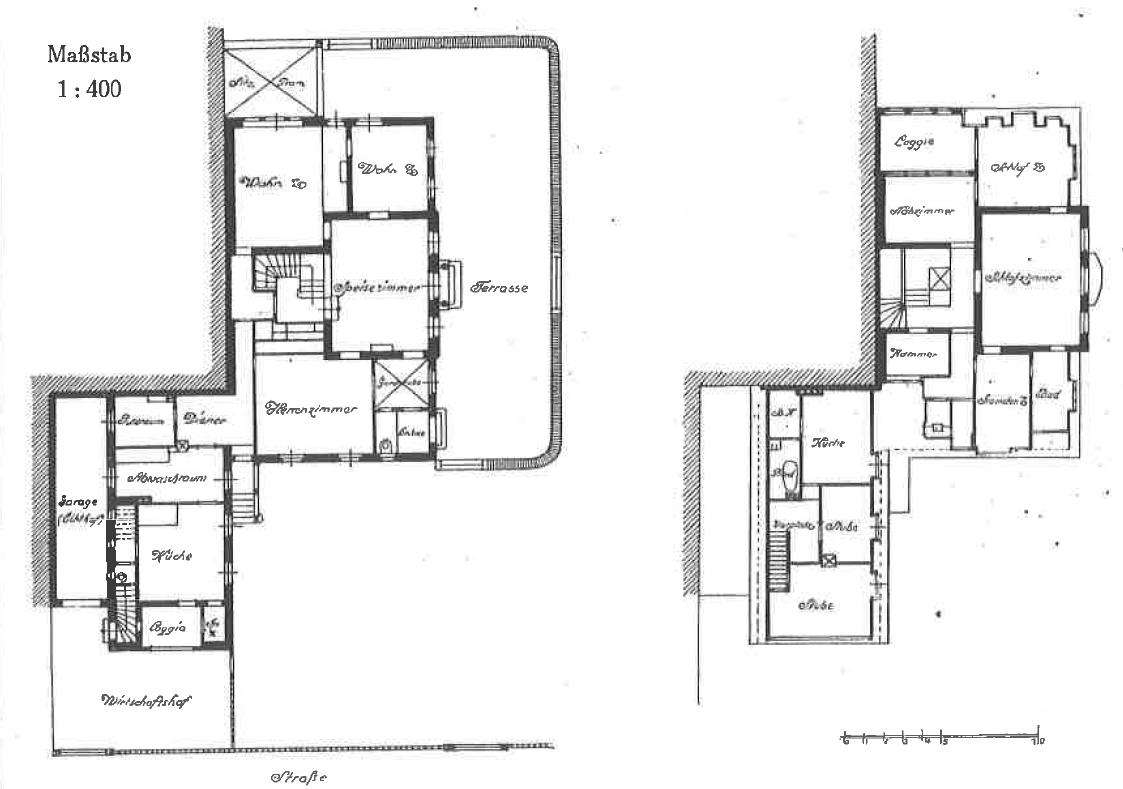
Grundriss zum Wohnhaus Bleichröder

1933 wurde das ältere Haus von Nationalsozialisten besetzt und für ihre Zwecke genutzt. So zog dort zunächst die Kreisleitung der NSDAP und danach die nationalsozialistische Deutsche Arbeitsfront ein. Die Familie Bleichröder durfte in dem zweiten Gebäude, der Villa, wohnen bleiben; ab 1936 wurden weitere Familien in dem Haus einquartiert. Im Frühjahr 1938, ein halbes Jahr vor dem Tod Fritz Bleichröders, versuchte die Familie, das hinter der Villa gelegene Parkgrundstück per Zeitungsinserat zu verkaufen.
Nach dem Zweiten Weltkrieg dienten die Gebäude anderen Zwecken; über die Nutzung wurde jedoch nichts bekannt. Erst ab etwa 1965 gelangte das Wohnhaus an die FDJ, die hier den Jugendclub Walter Husemann einrichtete. Nach der Wende fand sich kein Investor, und die Bleichrödervilla stand lange Zeit leer. Schließlich wurde sie im Februar 2002 abgerissen. Das alte Bleichröderhaus wurde in der Folge in einen Gewerbebau an der Breiten Straße integriert.

### Bleichröderpark

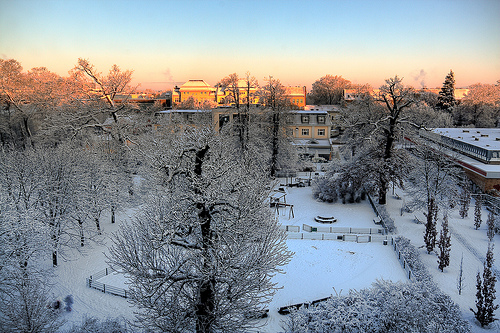
Bleichröderpark im Winter

Zum Gedenken an die Familie Bleichröder erhielt in Pankow eine in den Jahren 2002 bis 2003 neu angelegte öffentliche Parkanlage mit Kinderspielplatz und zwei Plastiken den Namen Bleichröderpark. Die Anlage entstand im Wesentlichen auf den ehemaligen Grundstücken der Familie Bleichröder. Zwar existierte der Park bereits vor der Neugestaltung, er war aber aufgrund seiner Nutzung (zum Schluss als Marktplatz) zu großen Teilen versiegelt und hatte entsprechend eine nur geringe Aufenthaltsqualität. Mit der amtlichen Benennung des Parks würdigte der Bezirk Pankow das soziale Engagement der Familie des Bankiers Julius Bleichröder sowie dessen Sohn Fritz Bleichröder.

## Veröffentlichungen (Auswahl)
- Fritz Bleichröder: Ein Fall von Tetanus traumaticus, behandelt mit Injektionen von Hirnemulsion. Verlag H. Fiencke, Kiel, 1900.
- Fritz Bleichröder: Ueber Lebercirrhose und Blutkrankheiten. Aus dem patholog. Institut der Universität Berlin. Virchow’s Archiv, 1904, Bd. 176, S. 435.
- Fritz Bleichröder: Intraarterielle Therapie. Berliner Klinische Wochenschrift, 1912, 49:1503-4. (Bei dem Beitrag handelt es sich um den Abdruck eines in der Hufelandischen Gesellschaft gehaltenen Vortrags vom 9. Mai 1912)
- Fritz Bleichröder: Diskussionsbeitrag. Berliner Klinische Wochenschrift, 1910, 47, 1:495.
- Fritz Bleichröder: Über die Zunahme der Fehlgeburten in den Berliner städtischen Krankenhäusern. Berliner Klinische Wochenschrift, 1914, 10.
- Hermann Strauß, Fritz Bleichröder: Untersuchungen über den Magensaftfluss: (Begriff, Entstehung, Behandlung, Stoffwechsel, pathologische Anatomie). Gustav Fischer Verlag, 1903.